# Nazionale maschile di hockey su ghiaccio dell'Ucraina
La nazionale di hockey su ghiaccio dell'Ucraina (Збірна України з хокею із шайбою) è controllata dalla Federazione ucraina di hockey su ghiaccio ed è allenata dal canadese Dave Lewis.

## Risultati

### Olimpiadi
| Edizione | Sede           | Piazzamento |        |
| -------- | -------------- | ----------- | ------ |
| 1994     | Lillehammer    | n/d         |        |
| 1998     | Nagano         | n/d         |        |
| 2002     | Salt Lake City | 10º posto   | roster |
| 2006     | Torino         | n/d         |        |
| 2010     | Vancouver      | n/d         |        |
| 2014     | Soči           | n/d         |        |